# Émile Berlia
Émile Berlia, né le 23 mai 1878 à Toulouse (Haute-Garonne) et décédé le 13 août 1946 dans sa ville natale, est un homme politique français.

## Biographie
Militant de la Section française de l'Internationale ouvrière (SFIO), proche du maire socialiste de Toulouse Albert Bedouce, Émile Berlia est nommé adjoint chargé du logement par Étienne Billières en 1925. Il a en particulier, de 1925 à 1940, la présidence de l'office public d'habitations à bon marché (OPHBM) de Toulouse. Il est élu député de la Haute-Garonne à l'occasion d'une élection législative partielle en 1933. Il retrouve son poste en 1936 lors de la victoire électorale du Front populaire.
Demeuré proche d'Albert Bedouce et Antoine Ellen-Prévot, Émile Berlia est exclu de la SFIO à la Libération, bien que n'ayant pas pris part au vote sur la remise des pleins pouvoirs au maréchal Pétain. Il participe alors à la création du Parti socialiste démocratique (PSD) aux côtés de Paul Faure, l'ancien secrétaire général de la SFIO. Il anime la fédération départementale du PSD aux côtés d'Albert Bedouce et d'Ellen-Prévot, mais ne retrouve pas de mandat politique et meurt très peu de temps après.